# Ahmet Ali Çelikten
 Ahmet Ali Çelikten (İzmirli Alioğlu Ahmed, en français : Ahmet Ali d'Izmir) est né en 1883 à Izmir et mort en 1969 à Izmir était un pilote de chasse turc. Il est considéré  le premier pilote de chasse noir de l'histoire, ayant reçu sa licence en 1914 (suivi de Eugene Bullard, William Robinson Clarke, Pierre Réjon et Domenico Mondelli) et ayant combattu durant la Première Guerre mondiale.

## Biographie

### Famille
Ahmet est né en 1883 à Izmir, dans le vilayet d'Aidin, situé dans l'Empire ottoman. Sa mère, Zenciye Emine Hanım, était d'origine nigériane; son père, Ali Bey, était également afro-turc. La famille a fui Le Caire, en Égypte, pour la Crète, car l'Égypte était occupée par les Français dans les années 1798-1801, puis a déménagé de la Crète à Izmir. Pendant la Première Guerre mondiale, il épouse Hatice Hanım (1897-1991), une immigrée de guerre turque originaire de Préveza (Grèce).

### Débuts
Ahmet a pour objectif de devenir marin, ce qui l'amène en 1904 intégrer l'école technique navale Haddehâne Mektebi (littéralement "École du moulin en fleurs"). En 1908, il est diplômé de cette école en tant que premier lieutenant (Mülâzım-ı evvel), puis il a suivi des cours d'aviation à l'école de vol naval (Deniz Tayyare Mektebi), formée le 25 juin 1914 à Yeşilköy. Il était alors membre de la Force aérienne ottomane.

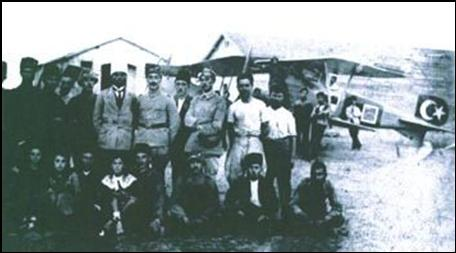
Ahmet Ali avec un fez blanc à l'école de pilotage de Konya lors de la guerre d'indépendance.

Il devient l'un des premiers pilotes militaires noirs de l'histoire de l'aviation le 11 novembre 1916. Le 14 février 1917, Ahmet Ali est promu capitaine (Yüzbaşı) et est ensuite envoyé à Berlin le 18 décembre 1917 pour suivre des cours d'aviation. À la fin de ces cours, il est affecté à la société aéronautique navale d'Izmir. Son nom de code était "Celik Kara Kartal" - Aigle Noir d'Acier, dérivé de son nom.

### Carrière
Après la fin de la Première Guerre mondiale, Ahmet Ali s'engage dans la guerre d'indépendance turque et soutient le mouvement national turc. Il offre ses services en tant que pilote à la base aérienne militaire de Konya, en Turquie. À cette époque, les nationalistes turcs ont mis en œuvre un plan pour voler des avions dans les entrepôts ottomans et les amener à Amasra, une ville portuaire sur la mer Noire. Ahmed est envoyé à Amasra en 1922 pour aider à cette opération. Les pilotes ont utilisé ces avions pour surveiller la mer Noire et protéger leurs opérations navales.
À la création de la République de Turquie en 1923, une division a été créée pour transférer les opérations aériennes de Konya à Izmir. Ahmet a été affecté à cette division et a continué son service à Izmir. En 1928, il a été nommé à la sous-secrétairerie de l'air, une division de l'armée de l'air turque relevant du ministère de la Défense nationale. Il a été honoré par la "Türkiye Cumhuriyeti Istiklal Madalyası" (Médaille de l'Indépendance de la République de Turquie) avec le numéro 480 en 1924 par Mustafa Kemal Atatürk et İsmet İnönü pour sa bravoure lors de la guerre d'indépendance turque.
Ahmet Ali prend sa retraite en 1949 en tant que colonel de l'armée de l'air turque. Par la suite, il consacre son temps à sa famille et mène une vie retirée. Il décède le 24 juin 1969 à Izmir, en Turquie. Les petits-enfants d'Ahmet Ali sont largement actifs dans l'industrie de l'aviation en Turquie. Ils vivent à Izmir.